# Santa Anastasia (España)
Santa Anastasia es una localidad aragonesa pedanía del municipio de Ejea de los Caballeros, Cinco Villas. En 2020 su población ascendía a 386 ciudadanos (212 hombres y 174 mujeres).
Forma parte de los ocho barrios rurales que componen el término municipal de Ejea de los Caballeros, junto con Bardenas, El Bayo, El Sabinar, Farasdués, Pinsoro, Rivas y Valareña.

## Historia
El pueblo fue creado durante la década de 1950, para que sus habitantes cultivaran las nuevas tierras de labor de regadío tras la construcción del embalse de Yesa y el Canal de Bardenas.

## Fiestas
Las fiestas coinciden, normalmente, con el penúltimo fin de semana del mes de julio. Suelen ser 5 días, terminando en domingo. Los tres últimos días, se celebran vaquillas en encierro y en una plaza, preparada para el evento. El sábado por la noche suele haber toro de fuego en el encierro.

## Asociaciones
- Club de Fútbol Santa Anastasia (Santa C.F.)
- Casa de juventud Santa Anastasia
- Asociación de mujeres La Val
- Hogar del pensionista Gran Vía
- Asociación de Vecinos Fontananzas